# Categorie van groepen
In de groepentheorie en de categorietheorie, deelgebieden van de wiskunde, is de categorie van groepen, aangeduid door Grp, de categorie met de groepen als objecten en de  groepshomomorfismen als morfismen. In die zin is de categorie van groepen een concrete categorie. De studie van deze categorie staat bekend als de groepentheorie. 
Ab, de categorie van abelse groepen, is een volledige deelcategorie van Grp. De monomorfismen in Grp zijn de homomorfismen die injectief zijn, terwijl de epimorfismen de surjectieve homomorfismen en de isomorfismen de bijectieve homomorfismen zijn.